# LD Autosport
LD Autosport – francuski zespół wyścigowy, założony w 2001 roku. W historii startów zespół pojawiał się w stawce Francuskiej Formule 3 oraz w Formuły 3 Euro Series. Ekipa zakończyła działalność w 2003 roku.

## Starty

### Formuła 3 Euro Series
| Rok  | Bolid              | Kierowcy           | Wygrane | PP | NO | Pkt | M.K. | M.Z. |
| ---- | ------------------ | ------------------ | ------- | -- | -- | --- | ---- | ---- |
| 2003 | Dallara F303-Mugen | Stefano Proetto    | 0       | 0  | 0  | 0   | 30   | 14   |
| 2003 | Dallara F303-Mugen | Patrice Manopoulos | 0       | 0  | 0  | 0   | 37   | 14   |
| 2003 | Dallara F303-Mugen | Simon Abadie       | 0       | 0  | 0  | 19  | 14   | 14   |